# Мале Сазаново
Мале Саза́ново (рос. Малое Сазаново) — присілок в Балезінському районі Удмуртії, Росія.

## Населення
Населення — 50 осіб (2010; 61 в 2002).
Національний склад станом на 2002 рік:
- удмурти — 97 %